# امشی نورنبرگ
امشی نورنبرگ (انگلیسی: Amshey Nurenberg; ۲۱ آوریل ۱۸۸۷ – ۱۰ ژانویهٔ ۱۹۷۹) نقاش، و هنرمند اهل امپراتوری روسیه بود.